# Falmouth (hrabstwo Cumberland)
Falmouth – jednostka osadnicza w Stanach Zjednoczonych, w stanie Maine, w hrabstwie Cumberland.